# 科奧連湖
65°59′04″N 170°58′47″W / 65.98444°N 170.97972°W
科奧連湖（俄语：Коолень），是俄羅斯的湖泊，位於該國東北部楚科奇自治區，由楚科奇縣負責管轄，長15公里、寬1.5公里，面積18.5平方公里，海拔高度42米，集水區面積264平方公里，最大水深100米。